# Alfonso de la Cerda
Alfonso Fernandez, detto il Diseredato (el Desheredado). Alfonso anche in spagnolo e in asturiano, Alfons in catalano, Afonso in galiziano e in portoghese, Alifonso in aragonese e Alfontso in basco.Adefonsus o Alfonsus in latino (Valladolid, 1270 – Piedrahíta, 1333 circa), fu erede al trono del regno di Castiglia e León. Fu anche re nominale di Castiglia e León (1288-1304). Fu barone di Lunel dal 1303 e Signore di Alba, Béjar e Gibraleón dal 1304 alla morte.

## Origine
Secondo gli Annali toledani Alfonso era il figlio primogenito di Ferdinando de la Cerda e di Bianca di Francia (Anno Dni. nauti est Dñs Alfonsus primogenitus Dñi Fernandi et Dñæ Al--- soror is filii Regis Francorum apud Valleoletum) (1253– 1320), che, secondo il Recueil des historiens des Gaules et de la France. Tome 21, era figlia del re di Francia, Luigi IX, il Santo, e di Margherita di Provenza, figlia di Raimondo Berengario IV di Provenza e di Beatrice di Savoia.

Ferdinando de la Cerda], come conferma il documento n° LV, datato 9 luglio  1258, dei DOCUMENTOS DE LA Iglesia Colegial de Santa María la Mayor (hoy Metropolitana) DE VALLADOLID, Siglo XIII era figlio del re di Castiglia e di León e futuro re dei Romani, Alfonso X e di Violante d'Aragona (Rey Don Alfonso, regnant en uno con la Reyna donna Yolant mi mujer et con nuestro ffijo el Infante don Ferrando primero et yeredero e con nuestro ffijo el Inffante don Sancho).

## Biografia
Gli Annali toledani riportano inoltre il luogo (Valleoletum) e la data di nascita (1270) di Alfonso (Anno Dni. nauti est Dñs Alfonsus primogenitus Dñi Fernandi et Dñæ Al--- soror is filii Regis Francorum apud Valleoletum).
Nel 1275 i Merinidi, guidati dal sultano Abu Yusuf Ya'qub ibn 'Abd al-Haqq, che, dopo aver conquistato il Maghreb, erano sbarcate sulle coste andaluse e alleatisi al sultanato di Granada, attaccarono il regno di Castiglia. Ferdinando radunò l'esercito a Villa Real, ma, prima ancora di scontrarsi coi musulmani, a causa di una forte febbre, trovò la morte nel mese di luglio come riportato dagli Annali toledani (VIII Kal Aug obiit Dominus Fernandus, filius Regis Castellæ); il Chronicon Domini Joannis Emmanuelis riporta che morì a Villa Real (obiit Infans Dns Fernandus in Villa-Regali); il Chronicon de Cardeña conferma la morte e riporta che fu sepolto nell'Abbazia di Las Huelgas a Burgos (muriò el Infant D. Ferrando…fijo del Rey D. Alfonso…è yace en las Huelgas de Burgos); infine anche le Gesta Philippi Tertia Francorum Regis di Guglielmo di Nangis riporta la morte di Ferdinando ricordando che fu negata la successione ai suoi figli.
La morte di Ferdinando creò un problema di successione, perché Alfonso X, ignorando i diritti dei figli di Bianca e Ferdinando, Alfonso e del suo fratello Ferdinando, nato postumo, nominò nuovo erede al trono il suo figlio maschio secondogenito, Sancho, come riporta la storica britannica, Hilda Johnstone.
Bianca, dopo questi avvenimenti chiese aiuto al fratello, il re di Francia, Filippo III l'Ardito, che inviò ambasciatori per protestare e, nello stesso tempo, per invadere la Castiglia, mise assieme un esercito che in Castiglia tuttavia non arrivò mai, fermandosi a Pau, mentre i suoi figli, Alfonso e Ferdinando de la Cerda, furono protetti solo dalla nonna paterna, Violante, che, aveva portato in Aragona i due nipoti (i figli di Bianca), Alfonso e Ferdinando, dal fratello Pietro III, che li protesse e custodì nella fortezza di Játiva, dove a tutti gli effetti furono prigionieri del prozio Pietro III, come riporta il Diccionario biográfico español, Real Academia de la Historia.
Quando Alfonso X propose a Sancho di creare un piccolo regno per Alfonso de la Cerda nella città di Jaén, Sancho si rifiutò di dividere il regno e, come riporta il Chronicon de Cardeña si ribellò al padre iniziando una guerra civile, che relegò Alfonso X nel sud del regno di Castiglia, in Murcia e in parte dell'Andalusia, la zona di Siviglia.

Sancho fu diseredato e Alfonso de la cerda divenne erede al trono.
Suo nonno, Alfonso X morì il 4 aprile 1284, a Siviglia, dove fu inumato nella cattedrale di Santa Maria, ma
Alfonso fu ritenuto troppo giovane per la successione e il trono fu confermato allo zio Sancho, che così usurpò il trono al nipote e divenne re di Castiglia e León col nome di Sancho IV, detto el Bravo.
Dopo la morte di Pietro III, nel 1285, il nuovo re di Aragona, Alfonso III, in quello stesso anno, liberò Alfonso ed il fratello dalla fortezza di Játiva, come riporta il cronista Raimondo Muntaner (enleva du château don Alphonse et don Ferdinand, fils de l’infant Ferdinand de Castille).
Nel settembre del 1288, a Jaca, il re di Aragona, Alfonso III organizzò la proclamazione di Alfonso de la Cerda a re di Castiglia, come riporta la Gran enciclopedia catalana; ciò portò i due regni di Castiglia e di Aragona ad una guerra di frontiera, con battaglie che si svolsero nell'aprile e luglio del 1289, nel settembre del 1290 e nel febbraio del 1291.

Ma dopo la morte di Alfonso III, nel giugno del 1291, dato che i re di Castiglia, Sancho IV, ed il nuovo re di Aragona, Giacomo II, si erano riavvicinati, Alfonso si rifugiò in Francia.
Alla morte di Sancho IV, nel 1295, data la minor età del successore, Ferdinando IV, Alfonso riprese la guerra civile, proclamandosi re di Castiglia.

La guerra si sviluppò con fasi alterne sino al 1303, quando Alfonso si ritirò in Francia per chiedere un aiuto militare al cugino, il re di Francia, Filippo il Bello, che glielo rifiutò, e, secondo La web de las biografias gli fece dono della baronia di Lunel nel Rossiglione.
Nel 1304, l'8 agosto, col trattato di Torrellas, a cui partecipò anche il re del Portogallo, Dionigi dove il re di Castiglia e León, Ferdinando IV e quello di Aragona, Giacomo II, si accordavano sulla spartizione della Murcia, fu anche concordato che Alfonso de la Cerda rinunciava a tutti i suoi diritti sul trono di Castiglia, come riporta il Chronicon Domini Joannis Emmanuelis, in cambio delle signorie di Alba, Béjar e Gibraleón.
Alfonso si stabilì in Francia, a Poitiers, senza rinunciare a far visita ai suoi possedimenti castigliani.
Dopo il 1312, durante la minor età del nuovo re di Castiglia, Alfonso XI, Alfonso si alleò con suo zio, Giovanni di Castiglia, uno dei reggenti del regno, rivendicando il suo diritto alla corona di Castiglia, ma non riuscì ad ottenerlo e, nel 1331, Alfonso si riconobbe vassallo di Alfonso XI.
Nell'aprile del 1327, Alfonso redasse un testamento, come riportato nella Apendice I del Mélanges Julien Havet.
Nel 1333 volle accompagnare Alfonso XI alla difesa di Gibilterra, ma a Jerez de la Frontera, il re, per la sua età, non gli permise di continuare e morì nei suoi possedimenti castigliani, tra la fine di quello stesso anno ed il 1334.

## Matrimonio e discendenza
Ad Alfonso, nel trattato di Lione datato 1288, nel tentativo di mettere fine alla lotta che divideva i due rami della famiglia, era stato progettato il matrimonio con Isabella di Castiglia (1283-1328), di circa cinque anni, la figlia primogenita di Sancho IV e di Maria di Molina; ma poco dopo la guerra riprese ed il progetto non andò a buon fine.
Prima del 1290 Alfonso, secondo il Nobiliario del Conde de Barcelos Don Pedro aveva sposato Mafalda, senza precisarne il casato, che, secondo la Historia Genealógica de la Casa de Lara, Volume 1 era Mafalda di Narbona (?- dopo il 1348), figlia del visconte di Narbona, Aimerico IV e della moglie, Sibylla di Foix, mentre secondo La Casa Real de La Cerda di Masnata y Quesada era Matilde di Brienne (1272-ca. 1350), figlia del conte Giovanni II di Brienne e di Beatrice di Châtillon.

Alfonso e Matilde (o Mafalda) ebbero otto figli::
- Alfonso de la Cerda[20] (Francia, 1289 - Gentilly, Francia, 15 aprile 1327), detto "el de España", Barone di Lunel, nel 1325, sposò la figlia del signore d'Antoing et d'Epinoy, Ugo IV, Isabella d'Antoing et d'Epinoy[23], che gli diede un figlio:
  - Carlo (1326-ucciso a l'Aigle, 6 gennaio 1354), che, nel 1351, sposò Margherita de Blois-Châtillon[23].
- Enrico de La Cerda (Francia, 1290 - dopo il 1327), arcidiacono a Parigi, citato nel testamento del fratello Carlo[19].
- Luigi de la Cerda[20] (Francia, 1291 - Lamotte-du-Rhône, 5 luglio 1348), principe di Fortunia, titolo concessogli da papa Clemente VI, che gli concedeva in proprietà le Canarie, Conte di Clermont e Talmont, Ammiraglio di Francia. Sposò, nel 1306, Eleonora di Guzman[24][25], che gli diede otto figli:
  - Alfonso, morto giovane
  - Maria, morta giovane
  - Bianca, morta giovane
  - Fernando, morto giovane
  - Maria, morta giovane
  - Luigi (Siviglia 1325-15 ottobre 1383), successe al padre come principe delle Isole Canarie e Conte di Talmont, citato coi fratelli, Giovanni e Isabella, nel testamento del padree[26]
  - Giovanni (Siviglia 1327- ucciso a Siviglia 1357), signore di Huelva, si sposò con Maria di Coronel, che dopo la morte del marito si fece suora. Giovanni si schierò contro Pietro I di Castiglia, che lo catturò e lo fece uccidere[27]
  - Isabella (Siviglia [1329]-dopo il 1383), che sposò prima, nel 1346, Rodrigo Perez Ponce e poi, nel 1370, Bernardo di Foix, figlio illegittimo del conte di Foix, Gastone III[28]
- Margherita de la Cerda (1293 - dopo il 1328), Signora di Lemos e Sarría, sposò il principe Filippo di Castiglia, figlio del re di Castiglia, Sancho IV e di Maria di Molina[29].
- Giovanni Alfonso de la Cerda (Francia, 1295 - 7 agosto 1347), Signore di Gibraleón, Huelva, Real de Manzanares e Deza. Sposò, nel 1310, in prime nozze[30] Maria Alfonso del Portogallo, figlia illegittima del re Dionigi del Portogallo[31], che gli diede due figli, mentre altri due figli li ebbe da un'amante sconosciuta:
  - Beatrice (in Portogallo 1311-ca. 1325), fu fidanzata col conte di Ribagorza e di Empúries Pietro IV (1305 – 1381), figlio del re d'Aragona, Giacomo II
  - Alfonso (in Portogallo 1313- Quimperlé 1342)
  - Maria, illegittima, che sposò Pedro Nunez de Guzman[32]
  - Alfonso, illegittimo (?-dopo il 1393), sposò, in prime nozze, Luisa de Meneses, che gli diede un figlio e poi, in seconde nozze, Alfonso sposò Mayor Martínez de Sousa, figlia di Giovanni Martínez de Sousa Signore di la Vega de Armijo[33], che gli diede un altro figlio:
    - Giovanni (?-dopo il 1393), di primo letto, Signore di Puñete y Sardoal, che sposò la signora di Villoria, Maria de Albornoz, figlia di Álvaro García de Albórnoz e nipote del cardinale Gil de Albórnoz, che gli diede tre figli:
      - Luigi che successe alla madre, come signore di Villoria, che sposò Isabella de Rojas, figlia di Fernando de Herrera signore di Ampudia, che gli diede un figlio:
        - Luigi (?-1469), che successe al padre, come signore di Villoria, che sposò Francesca de Castañeda signora di Penalba, figlia di Giovanni Rodríguez de Castañeda signore di Hormaza, che gli diede una figlia:
          - Giovanna (?-1503), che successe al padre, come signora di Villoria, che sposò Diego de Zúñiga Duca di Bejar

      - Giovanni
      - Antonio (?- ucciso in battaglia, nel 1415)

    - Leonora, di secondo letto, signora de la Vega de Armijo, che sposò Luigi Mesia (?-8 ottobre 1427)
- Maria de La Cerda (Spagna, 1305 - prima del 1355), Signora di Villafranca di Valcarcel, che, nel 1330, sposò Alfonso Melendes di Guzman (?- Gibilterra, 1342)
- Ines de La Cerda (Spagna, 1307 - circa 1362), Signora di Bembibre, fondò il Monastero di Santa Clara a Villalobos, che sposò Fernando Rodriguez di Villalobos (?-1349)[34]
- Isabella de la Cerda, che sposò Rodrigo Alvarez di Asturia (?-1334), signore di Noroña, Girón e Trastámara.

## Ascendenza
|                        |                       |                                    | Genitori                  |  |  | Nonni |  |  | Bisnonni                    |  |  | Trisnonni          |  |
|                        |                       |                                    |                           |  |  |       |  |  | Ferdinando III di Castiglia |  |  | Alfonso IX di León |  |
|                        |                       |                                    |                           |  |  |       |  |  | Ferdinando III di Castiglia |  |  | Alfonso IX di León |  |
|                        |                       | Berenguela di Castiglia            |                           |  |  |       |  |  | Ferdinando III di Castiglia |  |  |                    |  |
| Alfonso X di Castiglia |                       |                                    |                           |  |  |       |  |  | Ferdinando III di Castiglia |  |  |                    |  |
|                        |                       | Beatrice di Svevia                 | Filippo di Svevia         |  |  |       |  |  |                             |  |  |                    |  |
|                        |                       | Beatrice di Svevia                 | Filippo di Svevia         |  |  |       |  |  |                             |  |  |                    |  |
|                        |                       | Beatrice di Svevia                 | Irene Angela              |  |  |       |  |  |                             |  |  |                    |  |
| Ferdinando de la Cerda |                       | Beatrice di Svevia                 |                           |  |  |       |  |  |                             |  |  |                    |  |
|                        |                       | Giacomo I d'Aragona                | Pietro II d'Aragona       |  |  |       |  |  |                             |  |  |                    |  |
|                        |                       | Giacomo I d'Aragona                | Pietro II d'Aragona       |  |  |       |  |  |                             |  |  |                    |  |
|                        |                       | Giacomo I d'Aragona                | Maria di Montpellier      |  |  |       |  |  |                             |  |  |                    |  |
| Violante d'Aragona     |                       | Giacomo I d'Aragona                |                           |  |  |       |  |  |                             |  |  |                    |  |
|                        |                       | Iolanda d'Ungheria                 | Andrea II d'Ungheria      |  |  |       |  |  |                             |  |  |                    |  |
|                        |                       | Iolanda d'Ungheria                 | Andrea II d'Ungheria      |  |  |       |  |  |                             |  |  |                    |  |
|                        |                       | Iolanda d'Ungheria                 | Iolanda di Courtenay      |  |  |       |  |  |                             |  |  |                    |  |
| Alfonso de la Cerda    |                       | Iolanda d'Ungheria                 |                           |  |  |       |  |  |                             |  |  |                    |  |
|                        | Luigi VIII di Francia | Filippo II di Francia              |                           |  |  |       |  |  |                             |  |  |                    |  |
|                        | Luigi VIII di Francia | Filippo II di Francia              |                           |  |  |       |  |  |                             |  |  |                    |  |
|                        | Luigi VIII di Francia | Isabella di Hainaut                |                           |  |  |       |  |  |                             |  |  |                    |  |
| Luigi IX di Francia    | Luigi VIII di Francia |                                    |                           |  |  |       |  |  |                             |  |  |                    |  |
|                        |                       | Bianca di Castiglia                | Alfonso VIII di Castiglia |  |  |       |  |  |                             |  |  |                    |  |
|                        |                       | Bianca di Castiglia                | Alfonso VIII di Castiglia |  |  |       |  |  |                             |  |  |                    |  |
|                        |                       | Bianca di Castiglia                | Eleonora d'Inghilterra    |  |  |       |  |  |                             |  |  |                    |  |
| Bianca di Francia      |                       | Bianca di Castiglia                |                           |  |  |       |  |  |                             |  |  |                    |  |
|                        |                       | Raimondo Berengario IV di Provenza | Alfonso II di Provenza    |  |  |       |  |  |                             |  |  |                    |  |
|                        |                       | Raimondo Berengario IV di Provenza | Alfonso II di Provenza    |  |  |       |  |  |                             |  |  |                    |  |
|                        |                       | Raimondo Berengario IV di Provenza | Garsenda di Provenza      |  |  |       |  |  |                             |  |  |                    |  |
| Margherita di Provenza |                       | Raimondo Berengario IV di Provenza |                           |  |  |       |  |  |                             |  |  |                    |  |
|                        |                       | Beatrice di Savoia                 | Tommaso I di Savoia       |  |  |       |  |  |                             |  |  |                    |  |
|                        |                       | Beatrice di Savoia                 | Tommaso I di Savoia       |  |  |       |  |  |                             |  |  |                    |  |
|                        |                       | Beatrice di Savoia                 | Margherita di Ginevra     |  |  |       |  |  |                             |  |  |                    |  |
|                        |                       | Beatrice di Savoia                 |                           |  |  |       |  |  |                             |  |  |                    |  |

### Fonti primarie
- (LA)  Monumenta Germaniae Historica, Scriptores, tomus XVII.
- (LA)  (ES)  España sagrada, Volume 23.
- (LA)  España sagrada, Volume 2.
- (LA)  DOCUMENTOS DE LA Iglesia Colegial de Santa María la Mayor (hoy Metropolitana) DE VALLADOLID, Siglo XIII.
- (LA)  Nicetae Choniatae Historia, Imperiii Isaacii Angeli
- (LA) Recueil des historiens des Gaules et de la France. Tome 21
- (ES)  Crónica de San Juan de la Peña.
- (LA)  Recueil des historiens des Gaules et de la France. Tome 20.
- (LA)  Spicilegium sive collectio veterum aliquot scriptorum, Volume 3.
- (ES)  Memorias historicas del Rei Alonso el Sabio
- (ES)  Cronicas de los reyes de Castilla Don Pedro
- (FR)  Chronique de Ramon Muntaner. Tome 2
- (PT)  Nobiliario del Conde de Barcelos Don Pedro, Hijo del Rey Don Dionisio, Reyes de Portugal.
- (ES)  Historia Genealógica de la Casa de Lara, Volume 1
- (ES)  Full text of Colección de don Luis de Salazar y Castro.

### Letteratura storiografica
- Hilda Johnstone, Francia: gli ultimi capetingi, in Storia del mondo medievale, vol. VI, 1999, pp. 569–607
- (FR)  (LA)  #ES Mélanges Julien Havet
- (ES)  La Casa Real de La Cerda X Masnata y Quesada